# Jim Donnelly
James „Jim“ Donnelly (* 13. Juni 1946) ist ein ehemaliger schottischer Snookerspieler und späterer Billardtrainer, der zwischen 1981 und 1997 für sechzehn Saisons auf der Profitour spielte und anschließend eine Karriere als Trainer begann. Nachdem er 1978 die schottische Snooker-Meisterschaft gewonnen hatte, wurde er 1981 als einer der ersten Schotten Profispieler und qualifizierte sich bei der Snookerweltmeisterschaft 1982 als erster Schotte für die WM-Hauptrunde im Crucible Theatre. Seine weitere Karriere umfasste eine Achtelfinalteilnahme bei den International Open 1983 und eine Finalteilnahme bei der Scottish Professional Championship 1987 sowie den Aufstieg auf Platz 29 der Snookerweltrangliste.

## Karriere

### Amateurkarriere
Einen ersten Erfolg verzeichnete Donnelly 1977 bei der Scottish Open Championship, als er das Finale erreichte und in diesem mit 3:6 gegen Bob Cadman verlor. Ein Jahr später nahm er an der schottischen Meisterschaft teil und erreichte auch hier das Finale, war diesmal jedoch gegen Eddie McLaughlin erfolgreich und kürte sich mit einem 6:4-Sieg zum schottischen Meister. Dadurch konnte Donnelly im selben Jahr an der Amateurweltmeisterschaft teilnehmen, schied jedoch trotz fünf Siegen aus sieben Spielen und wegen je einer Niederlage gegen Kevin Burles und Joe Johnson in der Gruppenphase aus. 1979 musste er seinen Versuch der Titelverteidigung bei der schottischen Meisterschaft im Halbfinale gegen Stuart Nivison beenden. 1981 wurde er Profispieler. Damit gehörte Donnelly zu den ersten schottischen Spielern auf der Profitour, nachdem mit Eddie Sinclair eine Art schottischer Pionier auf der Profitour existierte.

### Profikarriere
Bereits im Laufe des Jahres 1981 nahm Donnelly an der Scottish Professional Championship teil, in die er zwar mit einem klaren 5:0-Sieg über Eddie Sinclair startete, dann aber anschließend im Halbfinale Matt Gibson unterlag. Donnellys erste Profisaison, die Spielzeit 1981/82, war dagegen von Niederlagen geprägt. Erst in der Qualifikation für die Snookerweltmeisterschaft gewann er gegen Matt Gibson sein erstes Profispiel; nach einem weiteren Sieg Eddie Sinclair gelang ihm sogar die Qualifikation für die WM-Hauptrunde, in der er aber gegen den späteren Vize-Weltmeister Ray Reardon verlor. Damit war er der erste schottische Spieler, der sich für die WM-Hauptrunde qualifizierte, seit diese ab 1977 im Crucible Theatre in Sheffield ausgetragen wurde. Dieser Erfolg verhalf Donnelly zu einer Platzierung auf der Weltrangliste, auf der er nun auf Rang 29 geführt wurde. Zwar konnte er in der nächsten Saison einzelne Spiele gewinnen, erreichte aber nur bei der UK Championship die Hauptrunde, sodass er auf der Weltrangliste auf Rang 41 abrutschte. Im Laufe der nächsten Saison zog Donnelly bei der Scottish Professional Championship ins Halbfinale ein und erreichte des Weiteren bei der Snookerweltmeisterschaft die finale Qualifikationsrunde, unterlag in dieser aber Altmeister Fred Davis. Der größte Erfolg waren jedoch die International Open, bei denen er unter anderem Cliff Wilson und David Taylor besiegte, bevor er sich im Achtelfinale Silvino Francisco geschlagen geben musste. Auf der Weltrangliste verbesserte er sich auf Rang 36.
Die nächsten drei Saisons waren für Donnelly geprägt von Niederlagen in Qualifikationsrunden, auch wenn er einige wenige Male eine Hauptrunde erreichte. Falls dies der Fall war, schied er jedoch in dieser unverzüglich aus. Einziger Lichtblick war ein Turnier ohne Einfluss auf die Weltrangliste, die Scottish Professional Championship 1987, bei der Donnelly sowohl Murdo MacLeod als auch Eddie Sinclair besiegte und somit zum einzigen Male in seiner Karriere das Endspiel eines Profiturnieres erreichte. In diesem traf er auf den aufstrebenden, jungen Stephen Hendry, mit dem Donnelly zwar über weite Teile des Spiels mithalten konnte, dem er sich aber schließlich mit 7:10 geschlagen geben musste. 1987 war er mittlerweile auch auf der Weltrangliste nicht mehr auf den vorderen Rängen zu finden und belegte nur noch Platz 87. Nachdem er jedoch während der Saison 1987/88 die Runde der letzten 32 des Classic erreicht hatte, konnte er sich immerhin wieder um einige Plätze verbessern und wurde nun auf dem 74. Rang geführt. In den nächsten beiden Saisons konnte Donnelly zwar insbesondere bei Turnieren der Serie WPBSA Non-Ranking sowie bei der Scottish Professional Championship 1989 Spiele gewinnen, doch die Hauptrundenteilnahme bei den British Open 1990 blieb eine Ausnahme. Zum Ende des Jahrzehnts war er auf Rang 114 abgerutscht.
Mit der nächsten Saison brach Donnellys Form ein und in den folgenden Saisons blieben Siege die Ausnahme – zumeist verlor er weit über drei Viertel seiner Spiele. Bis 1994 stürzte er infolgedessen auf der Weltrangliste bis auf Rang 307 ab. Dies führte schließlich dazu, dass er zur Saison 1994/95 die Zahl seiner Turnieranmeldungen drastisch verringerte, was sich aber kaum positiv auf den Prozentsatz seiner Siege oder seine Weltranglistenposition auswirkte. Abgestürzt auf Rang 441, verlor er 1997 nach sechzehn Saisons seinen Profistatus, woraufhin er seine Profikarriere beendete. Später arbeitete Donnelly als professioneller Trainer und coachte unter anderem den schottischen Profispieler Rhys Clark. Zudem war er zwischen 1989 und 1992 Leiter des in Glasgow ansässigen Unternehmens Snooker Masters Limited.

## Erfolge
| Ausgang         | Jahr | Turnier                            | Finalgegner      | Ergebnis |
| --------------- | ---- | ---------------------------------- | ---------------- | -------- |
| Amateurturniere |      |                                    |                  |          |
| Zweiter         | 1977 | Scottish Open Championship         | Bob Cadman       | 3:6      |
| Sieger          | 1978 | Schottische Snooker-Meisterschaft  | Eddie McLaughlin | 6:4      |
| Profiturniere   |      |                                    |                  |          |
| Zweiter         | 1987 | Scottish Professional Championship | Stephen Hendry   | 7:10     |